# U-Bahnhof Sportpark Nord/Europaplatz
Der Sportpark Nord/Europaplatz (früher: Messe/Rheinstadion) ist eine Station der Düsseldorfer Stadtbahn. Er liegt an einer Zulaufstrecke der ersten Stammstrecke im Stadtteil Stockum der nordrhein-westfälischen Landeshauptstadt Düsseldorf. Der westlich der Merkur Spiel-Arena und nördlich der Düsseldorfer Messe oberirdisch errichtete U-Bahnhof wurde 1970 dem Verkehr übergeben.
Die bedeutende Lage zwischen den zwei großen Veranstaltungszentren gab ihm bis zum Bau des benachbarten U-Bahnhofs LTU arena/Messe Nord (heute U-Bahnhof Merkur Spiel-Arena/Messe Nord) eine zentrale Erschließungsfunktion für diese. Im Zuge dessen wurde die Station auch umbenannt, um diese veränderte Situation zu verdeutlichen. Der Bau einer neuen Messehalle (2006–2007) führte zu einer Verschiebung des Bahnsteigs nach Norden. Seitdem verfügt er nicht mehr über sein bis dahin markantes Betondach.
Der U-Bahnhof wird von der Stadtbahnlinie U78 bedient. Eine Verknüpfung mit einer weiteren Linie des Düsseldorfer Nahverkehrs besteht nicht.

## Lage
Der U-Bahnhof selbst befindet sich nordöstlich des Stadtteils Stockum sowie im Südwesten des Stadtteils Lohausen. Die Messe Düsseldorf und die Merkur Spiel-Arena liegen in unmittelbarer Nähe.

## Geschichte
Der U-Bahnhof entstand als Haltepunkt der Straßenbahn im Jahr 1970. Zu dieser Zeit war das neue Gelände der Düsseldorfer Messe in Bau. Dessen Eröffnung fand 1971 statt. Ein Jahr später wurde auch das Düsseldorfer Rheinstadion nach einem vollständigen Neubau seiner Bestimmung übergeben. Nun war der Haltepunkt Messe/Rheinstadion der zentrale Erschließungspunkt dieser beiden Veranstaltungszentren. Die hohe Zahl an Fahrgästen machte den Bau mehrere Kassenhäuser und einer gesteuerten Zugangsmöglichkeit zum Bahnsteig notwendig. Außerdem war der Bahnhof mit einem großen Betondach über die gesamte Bahnsteiglänge ausgestattet. Dieser Bahnsteig bestand aus zwei, hintereinander angeordneten Bereichen und war als Seitenbahnsteig ausgeführt. Die einfahrenden Bahnen fuhren über eine große Wendeschleife an diese heran. Im nördlichen Bereich hielten die Bahnen, um die Fahrgäste aussteigen zu lassen. Im Anschluss fuhren die Züge wenige Meter weiter nach Süden und hielten erneut. Hier war der Bereich für die zusteigenden Fahrgäste angeordnet.
Dieses System hatte bis zum Jahr 2004 Bestand. Zuvor hatte der Bahnhof im Zuge allgemeiner Umbauten an der Nordstrecke Hochbahnsteige erhalten. Dies wurde jedoch nicht durch ein Anheben der Bahnsteige, sondern durch ein Absenken des Gleisbettes erreicht. Zugleich wurden auch digitale Anzeigetafeln auf dem Bahnsteig installiert. Mit der Errichtung der Multifunktionsarena und deren Eröffnung im Jahr 2004 wurde jedoch der gesamte Bereich zwischen Messe und Arena neu geordnet. So entstand direkt zwischen Merkur Spiel-Arena, Messeeingang und der RheinHalle der neue oberirdische U-Bahnhof Merkur Spiel-Arena/Messe Nord. Dieser übernahm die zentrale Rolle der Erschließung der Veranstaltungsstätten. Die Weiterführung der Gleise Richtung Westen zu diesem Bahnhof erzeugte eine Randlage für den nun umbenannten U-Bahnhof Sportpark Nord/Europaplatz. Die Linie U78 hatte hier nun nicht mehr ihren Endpunkt und verkehrte auch nicht mehr direkt in Richtung Innenstadt. Dieses Ziel kann heute nur noch über den U-Bahnhof Merkur Spiel-Arena/Messe Nord erreicht werden.

## Bahnhofsanlage
Der 1970 errichtete U-Bahnhof verfügte über ein markantes Betondach, welches zusammen mit dem anschließenden Europaplatz und dem zwei Jahre später errichteten Rheinstadion ein Ensemble bildete.
Die Haltestelle war bis 2004 die Endhaltestelle der Linie U78. Mit dem Abriss des Rheinstadions und dem Neubau der Arena wurde die Strecke aber um eine Station verlängert. Von der der einstigen Notwendigkeit der Haltestelle ist heute nicht mehr viel übrig geblieben. Die Station weist nur noch ein geringes Fahrgastaufkommen auf.

## Verkehr
Der U-Bahnhof Sportpark Nord/Europaplatz befindet sich im Verlauf einer Zulaufstrecke der ersten Stammstrecke des Düsseldorfer Stadtbahnnetzes. Die auf dieser Strecke verkehrende Linie bedient den Bahnhof nicht mit jedem verkehrenden Zug und nur in Richtung der Endhaltestelle Merkur Spiel-Arena/Messe Nord. Dies ist bedingt durch seine Lage nördlich der eigentlichen Zulaufstrecke und des lediglich eingleisigen Anschlusses an diese. Es bestehen nur Umsteigebeziehungen zu anderen Verkehrsmitteln des Düsseldorfer Nahverkehrs während Veranstaltungen.
Die hier verkehrende Linie beginnt am U-Bahnhof Düsseldorf Hbf und transportiert die Fahrgäste aus der Düsseldorfer Innenstadt über den zentralen Umsteigepunkt Heinrich-Heine-Allee nach Stockum. Am U-Bahnhof Heinrich-Heine-Allee sind Umsteigemöglichkeiten zu mehreren Buslinien sowie zur sogenannten Wehrhahn-Linie vorhanden.
Die Linie U78 wird von der Düsseldorfer Rheinbahn betrieben. So kommen auf dieser Strecke hochflurige Stadtbahnfahrzeuge des Typs B80D zum Einsatz.
| Linie | Verlauf | Takt   |
| ----- | --- | ------ |
| U 78  | Merkur Spiel-Arena/Messe Nord ( ← Sportpark Nord/Europaplatz ) – Mörikestraße – Freiligrathplatz – Messe Ost/Stockumer Kirchstraße – Nordpark/Aquazoo – Reeser Platz – Theodor-Heuss-Brücke – Golzheimer Platz – Kennedydamm – U Victoriaplatz/Klever Straße – U Nordstraße – U Heinrich-Heine-Allee – U Steinstraße/Königsallee – U Oststraße – U Düsseldorf Hbf Hochflurbetrieb der Rheinbahn; Linie gehört nicht zum Düsseldorfer Nachtnetz Abweichender Takt: Mo–Fr 19–20 Uhr, Sa–So 8–20 Uhr alle 15 min, täglich 20–22 Uhr alle 30 min; Bedienung der Haltestelle Sportpark Nord/Europaplatz Mo–Sa 8–20 Uhr und So 9–20 Uhr im 30-Minuten-Takt aber nicht an Messetagen und bei Veranstaltungen in der Arena; Linie verkehrt an Messetagen auch Sa und So ab 7:30 Uhr im 10-Minuten-Takt. | 10 min |